# Société d'Apollon
La Société d'Apollon, est une société de secours mutuels pour artistes-musiciens fondée en 1826 par Charles Hanssens (1777-1852) administrateur et chef d’orchestre au Théâtre de Bruxelles, avec Robyns, Blaes et Jean-Baptiste Meeûs-Wouters (1779 - 1856), oncle de Ferdinand de Meeûs.
La Société d'Apollon a M. le Bourgmestre de Bruxelles pour président honoraire. Le but de cette société est de secourir les artistes musiciens que l'âge ou les infirmités rendent incapables de faire valoir leur talent.

## Administration
Société d'Apollon, établie pour secourir les artistes musiciens, hors la porte d'Anvers.
- Jean-Baptiste Meeûs (1779-1856) - Wouters, demeurant boulevard Botanique, 23[2], qui était également l'adresse de la Société d'Apollon, président de cette œuvre et cofondateur de la Société royale d'Horticulture des Pays-Bas, société anonyme fondatrice du Jardin botanique de Bruxelles, et futur créateur et propriétaire du Théâtre des Nouveautés de Molenbeek-Saint-Jean.
- Robyns (M. J.), vice-président.
- Blaes-Weissenbruch, secrétaire[3].
- Charles-Auguste Weissenbruch (père), secrétaire. Imprimeur-éditeur de musique, il acceptait de prêter les partitions de son imprimerie musicale si un musicien de cette société en avait besoin même pour l'organisation d'un important concert. Il est décédé en 1826. Louis reprit ensuite le commerce de son père.
- Charles Ferdinand Spaak, (1772-1834), trésorier.

### Membres
- Charles-Louis-Joseph Hanssens.
- Roucourt.
- Beeckman.
- Vanhoorde.
- Joseph-François Snel (1793-1861), 1er violon au théâtre de la Monnaie et compositeur. Chef d'orchestre et ancien maître de chapelle de la collégiale Sainte-Gudule de Bruxelles
- Janssens.
- Corneille Vanderplanken (père), violoniste au Théâtre de Bruxelles[4]. Il a été le professeur du tout jeune Adrien-François Servais[5]dont le talent fut découvert par le marquis de la Croix de Chevrières de Sayve, alors châtelain de Clabecq et musicien.